# Wang Meng (pittore)
Wang Meng (王蒙T, Wáng MéngP; Huzhou, 1308 – Nanchino, 1385) è stato un pittore cinese.

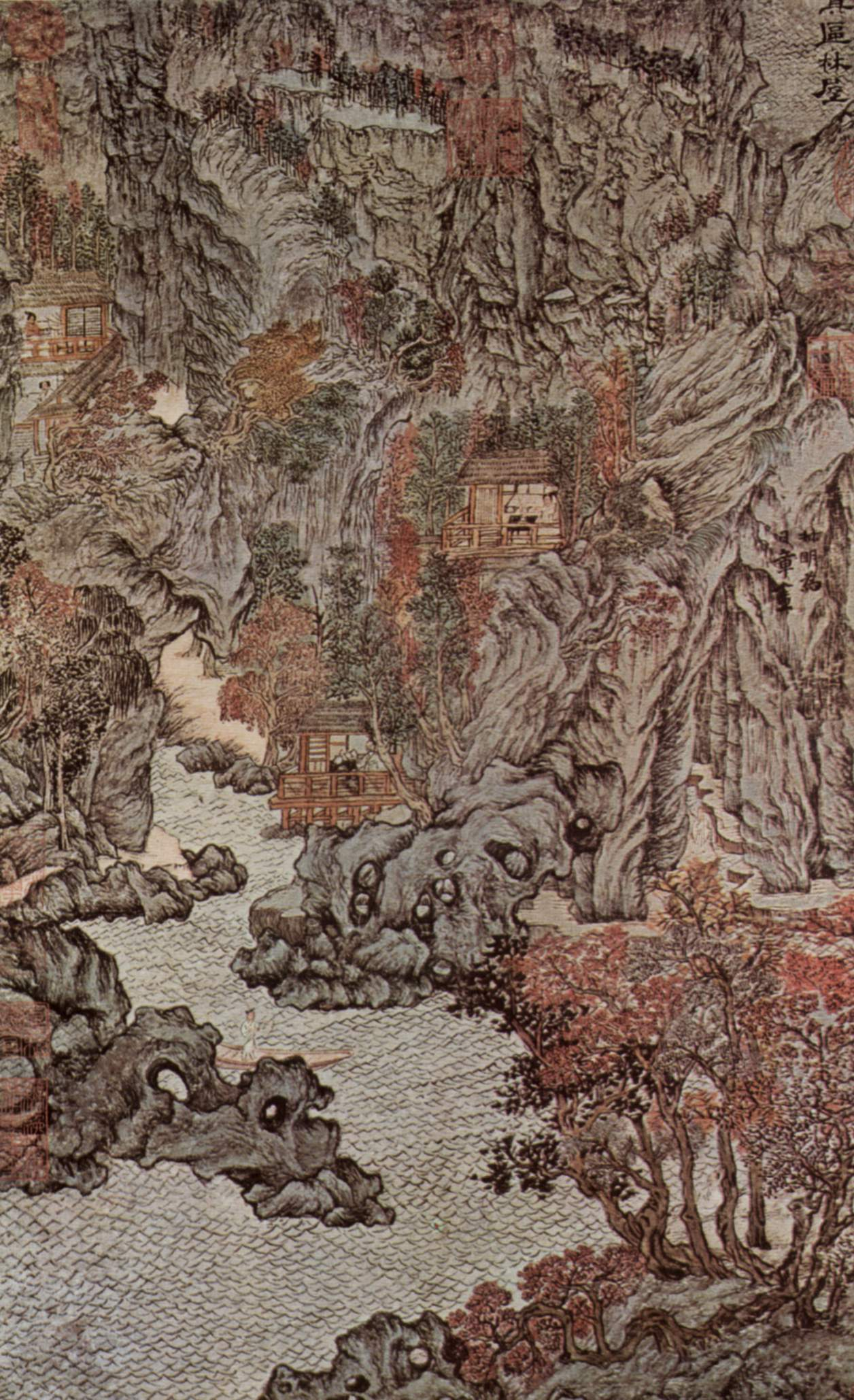
Wang Meng, Abitazioni nella foresta

Il suo zi era Shūmíng (叔明), i suoi hao erano invece Huánghè Shānqiáo (黃鶴山樵) e Xiāngguāng Jūshì (香光居士).
Era il più giovane dei Quattro Grandi Maestri Yuan, nipote di Zhao Mengfu. I Quattro Grandi notoriamente si rifiutarono di servire i sovrani mongoli del loro Paese. A differenze dei celebri pittori precedenti, questi artisti realizzarono le loro opere sulla carta invece che sulla seta, un'indicazione dell'importanza che loro davano al tocco calligrafico del pennello sulla carta. Dipingevano esclusivamente paesaggi, considerandoli la chiave visibile alla realtà invisibile.
Wang Meng era il più giovane del gruppo e il meno famoso. Ciò malgrado, il suo stile influenzò molto la pittura cinese a venire. A differenza dello stile relativamente sobrio dei suoi compatrioti, depone le sue pennellate filamentose ("peli di bue") una sull'altra producedo così masse consistenti all'interno di paeaggi dinamici in cui il colore e l'inchiostro contribuiscono insieme alla realizzazione di ciascun dettaglio. Molti artisti dei secoli successivi alla morte di Wang Meng furono influenzati dalle sue opere, come Dong Qichang.
Pittore di paesaggi, suoi modelli artistici furono Wang Wei, maestro del periodo della dinastia Tang, e Juran e Dong Yuan, maestri della dinastia Song. 
Era prefetto di Tai'an, nella provincia dello Shandong, fu coinvolto in una congiura del ministro Hu Weiyung e nonostante la sua posizione di alto funzionario, venne messo in carcere, dove morì vari anni dopo.
A quei tempi molti funzionari cinesi coltivavano anche varie arti, in particolare Wang Meng seguì lo stile detto wén rén huà (文人画, "pittura dei letterati").
Le sue opere su rotolo più famose pervenuteci sono: Alte montagne, Abitazioni nella foresta, Montagne d'autunno ed Eremitaggio sul Monte. Nel 2001, un dipinto poco conosciuto proveniente da una collezione privata, intitolato Nuovo insediamento di Zhichuan, fu venduto per 402,5 milioni di yuan ad un'asta di arte.